# Pałac w Posadowicach
Pałac w Posadowicach – wybudowany w drugiej połowie XVI w. w Posadowicach.

## Położenie
Pałac położony jest we wsi Posadowice, w Polsce, w województwie dolnośląskim, w powiecie oleśnickim, w gminie Bierutów. Pałac jest umiejscowiony naprzeciwko Kościoła Bożego Ciała w Posadowicach.

## Historia
Renesansowy dwór zbudowany w połowie XVI w. dla rodziny von Posadowskich. Obiekt obecnie dom nr 47, zbudowany w stylu renesansowym, przebudowany i powiększony w 1702 r. przez Jana (Hanusa) Kaspra von Koschembahr, znacznie rozbudowany i przebudowany w początkach XX w.

## Opis
Dwukondygnacyjny paałac wybudowany na planie prostokąta, kryty dachem mansardowym czterospadowym z lukarnami. Przy obiekcie park krajobrazowy z XVIII/XIX w. o pow. 3,6 ha oraz folwark ze spichlerzem wybudowanym w stylu klasycystycznym.